# Squidbillies
Squidbillies è una sitcom animata statunitense del 2005, creata da Jim Fortier e Dave Willis.
La serie vede come protagonisti i Cuyler, una famiglia di calamari bifolchi antropomorfi che vive nei Monti Blue Ridge della Georgia. La serie ruota intorno alle imprese del padre alcolizzato Early Cuyler, che è spesso abusivo nei confronti della sua famiglia, suo figlio adolescente Rusty, disperato perché non riesce a ricevere un minimo di approvazione dalla sua famiglia, sua madre Granny, spesso la causa dell'aggressività di Early e infine sua sorella Lil, una prostituta e estetista.
La serie è stata trasmessa negli Stati Uniti su Adult Swim dal 16 ottobre 2005 al 13 dicembre 2021, per un totale di 132 episodi ripartiti su tredici stagioni.

## Genere e struttura
La narrativa della serie rivela un concetto emergente di diversità nel modo in cui gli scrittori ritraggono personaggi provenienti al di fuori degli Appalachi, in particolare i bianchi di periferia. In queste rappresentazioni, Willis e Fortier usano la satira per esprimere un senso di umorismo autoironico nei confronti della propria cultura suburbana caucasica.
Squidbillies usa come impostazione standard l'umorismo surreale, in cui la giustapposizione degli stereotipi hillbilly e redneck vengono posti su una fittizia terra abitata da calamari antropomorfi. Secondo Willis e Fortier, un vantaggio di questo approccio è che consente di utilizzare un umorismo specifico e attuale, come scherzare sui rapporti razziali e il bigottismo, evitando al tempo stesso complicazioni nell'affrontare questi argomenti in modo più tradizionale e schietto. Tuttavia, ciò comporta ad una rottura del tipico surrealismo in quanto la serie è quasi priva di non sequitur, portando di conseguenza all'agevolezza della narrazione che procede dall'inizio alla fine.
Il concetto di alterità utilizzato nella serie si concentra su come questi stereotipi vengano utilizzati come tramite letterario nell'introdurre e commentare la cultura "Chalky" (termine dispeggiativo per indicare un soggetto di origine caucasica) e per invitare il pubblico alla critica umoristica e rivelatrice dello status quo bianco e suburbano che sfida la superiorità percepita da una cultura (i bianchi della classe medio-alta) nei confronti di un'altra (gli hillbilly).
L'uso apparentemente aggressivo dell'umorismo che circonda l'immagine degli hillbilly si classifica come una delle immagini denigratorie più comuni utilizzate nell'America meridionale.

## Trama
Milioni di anni fa, quando l'Oceano Atlantico inondò il Nord America, le acque raggiunsero la valle dell'Ohio. Con il passare del tempo, l'oceano si calmò per formare l'attuale geografia, rivelando una famiglia di calamari che si è arenata nei Monti Appalachi meridionali situati nelle montagne della Georgia del Nord. All'epicentro di questo paradiso rurale si trova Dougal County, patria di dipendenze da gioco, società assassina e devianti sessuali.
Ne conseguono le avventure della famiglia Cuyler e le loro interazioni con la popolazione locale, che di solito si traduce in una discreta quantità di distruzione, mutilazione e morte. Ai Cuyler viene dato fondamentalmente libero sfogo e sono protetti dalle conseguenze delle loro azioni, quanto possibile, dal loro amico Sharif, sceriffo ingaggiato dallo stato per prevenire la morte della specie protetta in via di estinzione chiamata "Appalachian Mud Squid".
Il protagonista Early e suo figlio Rusty cercano di riconciliare la loro relazione dopo la condanna del padre a 15 anni di prigione per rapina a mano armata.

## Episodi
| Stagione             | Episodi | Prima TV USA | Prima TV Italia |
| -------------------- | ------- | ------------ | --------------- |
| Prima stagione       | 6       | 2005         | inedita         |
| Seconda stagione     | 14      | 2006-2007    | inedita         |
| Terza stagione       | 20      | 2008         | inedita         |
| Quarta stagione      | 10      | 2009         | inedita         |
| Quinta stagione      | 10      | 2010         | inedita         |
| Sesta stagione       | 10      | 2011         | inedita         |
| Settima stagione     | 6       | 2012         | inedita         |
| Ottava stagione      | 9       | 2013         | inedita         |
| Nona stagione        | 10      | 2014         | inedita         |
| Decima stagione      | 9       | 2016         | inedita         |
| Undicesima stagione  | 10      | 2017         | inedita         |
| Dodicesima stagione  | 9       | 2019         | inedita         |
| Tredicesima stagione | 9       | 2021         | inedita         |

## Personaggi e doppiatori
- Early Cuyler (stagioni 1-13), doppiato da Unknown Hinson (st. 1-12) e Tracy Morgan (st. 13).
Figlio di Granny e padre di Rusty, Early è un ex detenuto analfabeta, volgare e alcolizzato. Spesso si esprime con modi violenti usando un fucile a canne mozze o un coltello. Ciò è probabilmente causato da degli abusi che ha subito in passato da suo padre GaGa Pee Pap e le insicurezze che ha sviluppato in carcere per quanto riguarda la sua mascolinità. Nella sua vita ha commesso un certo numero di azioni illegali tra cui la produzione dI "pine cone liquor" e la coltivazione di marijuana e metanfetamina. Nel tempo libero va a caccia, pesca, beve, guarda le arti marziali e il Nascar. In ogni puntata indossa sempre un cappello da camionista, spesso ironico o sessualmente esplicito. I cappelli principali di Early sono il "Booty Hunter" (Cacciatore di Sederi) e il "Free Hat Limit 1" (Cappelli gratis, massimo 1). Early, come la maggior parte degli abitanti di Dougal County, sembra essere un appassionato di football americano essendo tifoso dei Georgia Bulldogs.
- Russel "Rusty" Cuyler (stagioni 1-13), doppiato da Daniel McDevitt.
Figlio ibrido di Early e Krystal e nipote di Granny e Ga Ga Pee Pap, Rusty è un giovane calamaro stupido e infantile. Cerca un minimo di approvazione da parte di suo padre per ogni cosa che fa. Ha un senso della morale migliore rispetto a quello del resto della sua famiglia e a volte vi mostra compassione. Il suo comportamento è simile a quello del padre, anche se non è violento come lui. Ha un comportamento stereotipato da redneck e ha i denti storti e l'acne. Nella sesta stagione inizia ad uscire con una ragazza umana di nome Tammi.
- Ruby Jean "Granny" Cuyler (stagioni 1-13), doppiata da Dana Snyder.
Madre di Early e Lil, Granny è una femmina di calamaro che pende da un girello per anziani. Per motivi inspiegabili, il colore della sua pelle è viola (a differenza del colore verde della famiglia), e ha solo cinque tentacoli. Granny è una cristiana devota e fa spesso delle visioni di Squid Jesus. Si scoprirà essere una saldatrice qualificata e una multilingua, infatti sa parlare l'arabo e lo spagnolo. Granny è una ninfomane e ha proposto varie volte a molte persone di andare a letto con lei. Soffre di vari problemi di salute, tra cui la mancanza della colecisti e pare essere immortale.
- Lillith "Lil" Cuyler (stagioni 1-13), doppiata da Patricia French.
Nipote di Granny e sorella di Early, Lil è sempre truccata, usa l'ombretto e le unghie finte per i suoi tentacoli e non indossa alcun top per il seno. Ha la pelle di colore blu scuro-verde, ha una voce roca e spesso punteggiata da una tosse brutta da fumatrice ed è un calamaro perennemente stanco. Fa costante uso di crystal meth e marijuana ed è conosciuta per la vendita di questi prodotti. Il fumo della sigaretta ha sostituito la maggior parte del suo sangue, infatti soffre di epatite D. È spesso vista svenuta nella sporcizia e/o nel suo stesso vomito. Questo probabilmente è indotto dall'esaurimento causato dai farmaci di cui fa uso. In passato era sposata con un extraterrestre di nome Lerm, che odiava l'America e che si è decapitato poco dopo il suo matrimonio. Lil sa parlare lo spagnolo, un'abilità che usa nelle operazioni per rubare la marijuna. Inoltre è una prostituta e, a detta sua, non fa uso di alcuna protezione.
- Sheriff (stagioni 1-13), doppiato da Charles Napier (ep. 1-8) e Bobby Ellerbee (ep. 9-133).
Lo sceriffo di Dougal County. Nell'episodio Double Truckin' the Tricky Two viene ucciso e rimpiazzato dal suo clone, originato insieme a molti altri dalla fattoria di clonazione di Dan Halen. I cloni dello Sceriffo incontrano spesso una fine orribile, portandolo ogni volta a farsi sostituire da un altro clone. Ha un carattere generalmente affettuoso e gentile, a differenza della maggior parte dei personaggi, ed è molto stretto a sua madre. Ha sempre avuto un debole per Lil Cuyler.

## Ambientazione

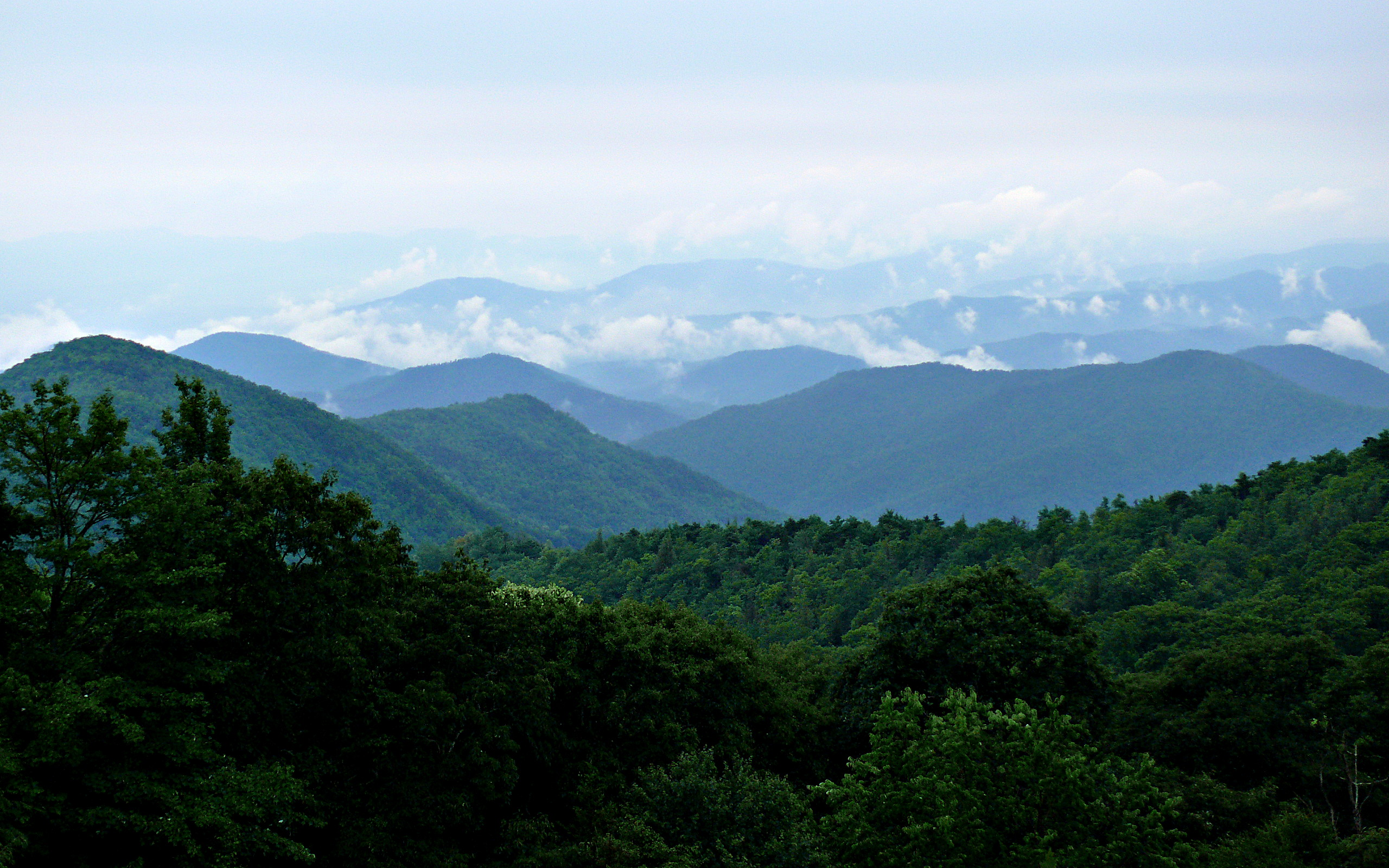
I Monti Blue Ridge della catena dei monti Appalachi sono stati usati come ambientazione per la serie

Squidbillies si svolge nella fittizia contea nordamericana di Dougal County 1776, situata nello stato della Georgia in una porzione dei Monti Appalachi. Dopo essere stata coperta per millenni dall'Oceano Atlantico, che passava dal Nord America fino all'Ohio, la famiglia Cuyler è rimasta bloccata nella formazione geografica odierna. L'intera cittadina è protagonista di numerosi problemi educativi, di salute e di sicurezza, oltre ad ospitare specie in via di estinzione come quella dei Cuyler. Nonostante questi problemi, la cittadina attrae diversi turisti e immigrati anche per merito di Dan Halen, ottenendo una grande popolazione di persone, animali e creature strane.
All'interno della contea sono situati principalmente la casa della famiglia Cuyler, la Dan Halen Sheet Rock International, l'ufficio dello sceriffo, il minimarket di Boyd, la chiesa, il tribunale, una struttura per i veterani di guerre straniere, la clinica, l'osteria The Jiggle Hut e il supermercato Ballmart.
Sono presenti anche un distributore di benzina, la prigione Dougal County Maximum Security Correctional Facility, un ospedale, uno stadio, un lago, una fattoria di clonazione, un cinema, le case dello sceriffo, di Tammi e di Glenn, una libreria, un motel, una palestra, una banca, i ristoranti Jugg 'Unz e The Waffle Barn, le scuole elementari e l'Abraham Ink'n Tattoo Shop.

## Sequenza di apertura

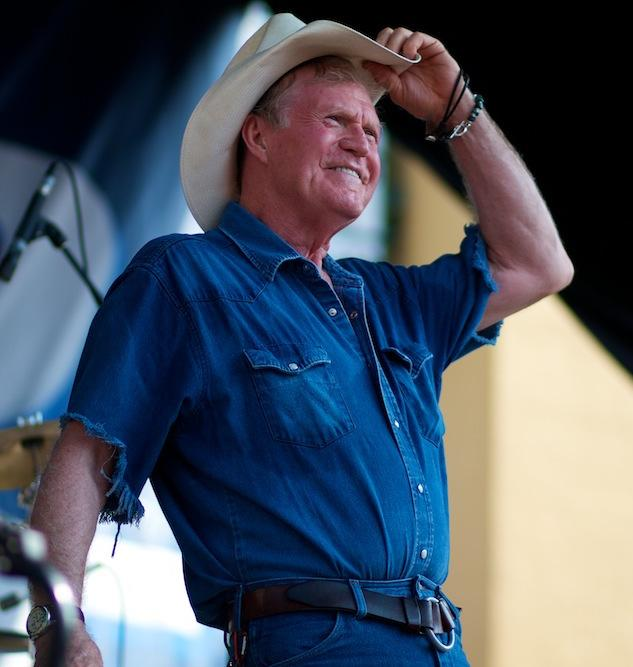
Billy Joe Shaver ha composto il tema originale della serie, oltre ad aver prestato occasionalmente la sua voce ad alcuni personaggi

Il tema originale della serie, scritto da Dave Willis e Jim Fortier, è stato composto dal cantautore Billy Joe Shaver ad Austin, in Texas, nel settembre 2005.
Ogni episodio si apre con Early intento a sintonizzare l'autoradio (facendo partire il tema musicale) e consumando del tabacco da masticare. Dopo aver caricato il suo fucile e averlo riposto nella parte posteriore del Pick-up, si allaccia la cintura di sicurezza e sistema lo specchietto retrovisore. Quando tira la leva di accensione e preme sull'acceleratore, la scena mostra apparentemente che l'auto sia stata avviata e stia proseguendo. Tuttavia allargandosi con l'inquadratura viene rivelato che Rusty era intento a muovere l'auto, senza ruote e appoggiata su dei mattoni, per far sembrare che fosse accesa. Si conclude quindi con il titolo della serie e Rusty che chiede al padre di poter "guidare", con Early che afferma di non toccare la sua carrozzeria.
Durante la seconda stagione il tema musicale è differente in diversi episodi, includendo tre versioni alternative composte da Billy Joe Shaver e una di Shawn Coleman, editore audio della serie, in collaborazione con la sassofonista Amy Lee. Nella terza stagioni sono presenti altre tre versioni registrate da Billy Joe Shaver. Nella quarta stagione sono presenti una cover dei Soilent Green e un remix del tema originale composto da Shawn Coleman. A partire dalla quinta stagione in poi sono presenti più temi registrati da celebri cantanti tra cui: Pueblo Cafè, T-Pain, Alabama Shake, Todd Rundgren, B-52’s, Father John Misty, Neko Case, Dwight Yoakam, Sharon Van Etten, Jimmy Cliff, King Khan and the Shrines, Gillian Welch e tanti altri.

## Produzione

### Ideazione e sviluppo
La serie ha le sue origini nel 2003 quando Mike Lazzo, ex vicepresidente di Adult Swim, ha chiesto di sviluppare un progetto attorno al titolo Squidbilly's, da lui ipotizzato durante una conversazione con i suoi colleghi sul personaggio di Squiddly Diddly della Hanna-Barbera. Nel luglio dello stesso anno, Matt Maiellaro e Pete Smith hanno prodotto la prima sceneggiatura dell'episodio pilota; tuttavia è stata eliminata e sono state scritte oltre 35 sceneggiature da Maiellaro, Smith, Dave Willis, Jim Fortier, Matt Harrigan e Mike Lazzo nel corso di un anno. Successivamente, Lazzo ha approvato e commissionato una sceneggiatura di Dave Willis e Jim Fortier, i quali decisero di basare la trama e i relativi personaggi con le storie dei due creatori entrambi cresciuti a Conyers, in Georgia. Secondo il vicepresidente Keith Crofford lo sviluppo della prima stagione è stato posticipato a causa di mancanza di idee, rivelando che l'episodio pilota era stato programmato per essere trasmesso nel dicembre 2004. Il budget originale dell'episodio pilota è stato di circa 1100 dollari.

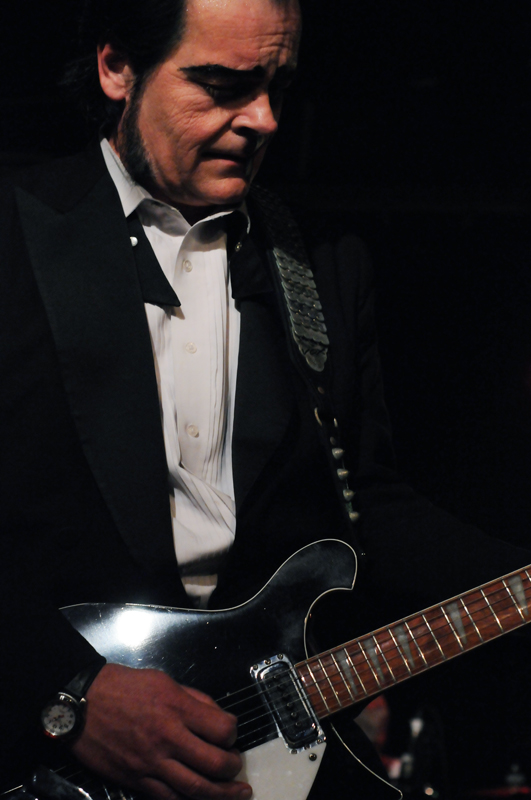
Il cantante Unknown Hinson ha prestato la voce al protagonista Early Cuyler fino al suo licenziamento nel 2020

Il 25 marzo 2004 è stata rivelato che la serie era in fase di produzione con una prima stagione composta da sette episodi previsti. Più tardi, Adult Swim ha mostrato brevi clip prelevate dal primo episodio durante il San Diego Comic-Con e il Dragon Con del 2004. Inoltre è stato annunciato che la serie, proveniente dagli autori di Space Ghost Coast to Coast e Aqua Teen Hunger Force, era in sviluppo con ben 96 episodi, che l'episodio pilota sarebbe andato in onda il 7 novembre 2004 e che la trasmissione ufficiale sarebbe avvenuta nel gennaio 2005. Il 4 novembre 2004, tre giorni prima della preannunciata trasmissione dell'episodio pilota, è andato in onda lo speciale animato Anime Talk Show, con il futuro protagonista di Squidbillies, Early Cuyler, insieme a Polpetta di Aqua Teen Hunger Force e Sharko di Sealab 2021 che vengono intervistati da Space Ghost. Lo speciale è stato inserito successivamente come bonus nel primo volume in DVD di Squidbillies. L'episodio pilota è stato ampiamente promosso per essere trasmesso il 7 novembre 2004. In tale data, tuttavia, Adult Swim ha deciso di trasmettere senza preavviso il primo episodio di Perfect Hair Forever a causa dell'incompletezza dell'episodio di Squidbillies.
Nel marzo 2005, Adult Swim ha annunciato che una prima stagione composta da sei episodi sarebbe stata trasmessa da settembre di quell'anno insieme a 12 oz. Mouse e Perfect Hair Forever. Una versione incompleta dell'episodio pilota è andata in onda in occasione del Pesce d'aprile, rivelando subito dopo tramite un bumper che sarebbe stato completato nel giro di cinque settimane. Il 16 ottobre 2005, dopo essere stato pubblicato sul sito ufficiale due giorni prima, l'episodio è stato trasmesso insieme al resto della stagione.

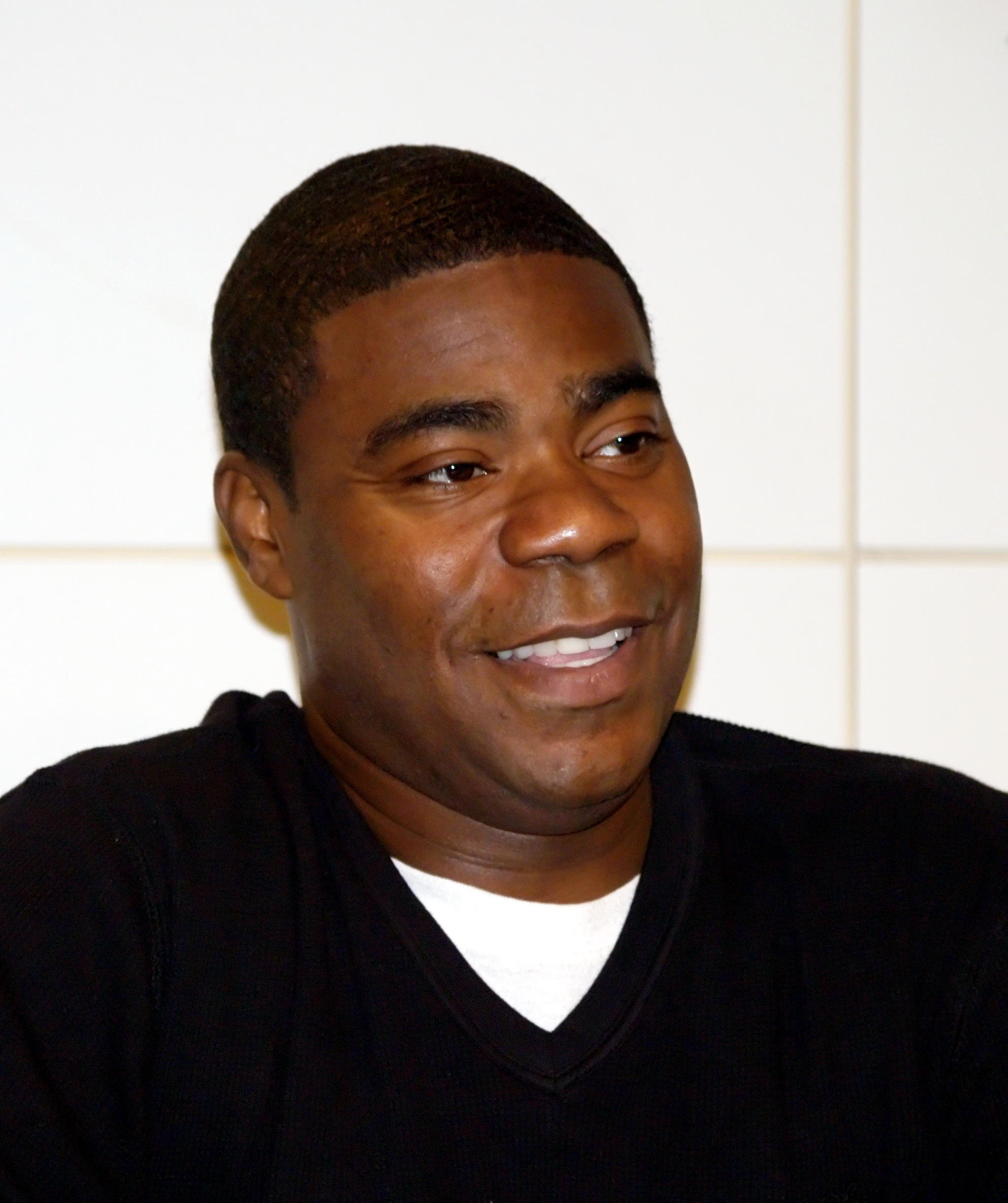
Tracy Morgan ha doppiato Early durante la tredicesima stagione

Nell'agosto 2020 è stato annunciato il licenziamento di Unknown Hinson, doppiatore di Early, in seguito ai suoi commenti razzisti nei confronti del Black Lives Matter e della cantante country Dolly Parton. Un anno dopo la cantante Elizabeth Cook, interprete di Tammi, ha annunciato il termine delle sessioni di registrazione per Squidbillies, presupponendo una conclusione della serie. Nell'ottobre 2021, Adult Swim ha confermato il finale della serie con la tredicesima stagione, in programma dal 7 novembre 2021. Successivamente è stato rivelato su Twitter che gli autori erano a conoscenza della conclusione di Squidbillies dal 2019. Tra le guest star che avrebbero partecipato nel tema di apertura sono stati annunciati Willie Nelson, Amanda Shires e Sturgill Simpson.
Il 1º novembre 2021, Adult Swim ha annunciato Tracy Morgan come doppiatore ufficiale di Early. Il suo recast ha compreso doppiatori nonché collaboratori di lunga data per la rete come George Lowe, Dave Willis, Spencer Grammer e Steve Blum ed è avvenuto circa due mesi dopo il licenziamento di Unknown Hinson. Morgan è stato assunto dopo circa metà stagione già animata e ad "un buon punto" nella linea di produzione.
L'idea di scegliere Morgan per interpretare Early è stata concepita inizialmente da Phil Samson, editore e produttore per la serie, il quale ha pensato di prelevare i suoi dialoghi dalla serie televisiva 30 Rock per inserirli in un vecchio episodio di Squidbillies. Il risultato è stato soddisfacente per gli autori della serie, i quali hanno ricevuto ulteriore sostegno dalla rete.

### Scrittura

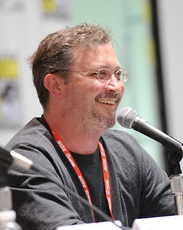
Matt Maiellaro ha contribuito allo sviluppo dell'episodio pilota di Squidbillies, sceneggiando occasionalmente per la serie

La serie è scritta principalmente e interamente da Jim Fortier e Dave Willis, i quali vengono talvolta aiutati da altri scrittori come Casper Kelly e Will Shepard, che inviano le loro sceneggiature ai creatori. Occasionalmente prendono parte anche altri produttori o animatori che scrivono elementi addizionali della storia, tra cui Matt Harrigan, Matt Maiellaro, Pete Smith e Lear Bunda.
Il ritardo della produzione dell'episodio pilota è stato in parte il risultato di mancanza di idee da parte degli sceneggiatori che lo avevano sottoposto a molteplici riscritture tra la commissione della serie e il suo effettivo debutto programmato. Sono state scritte oltre 35 sceneggiature da Maiellaro, Smith, Willis, Fortier, Harrigan e Mike Lazzo nel corso di un anno. Originariamente i nomi dei protagonisti Early e Rusty dovevano essere rispettivamente Arvee e Donny; tuttavia sono stati cambiati da Smith e Forter nel tentativo di rinnovare le idee originali dei creatori.
Durante lo sviluppo di Squidbillies, i creatori che lavoravano anche allo sviluppo di Perfect Hair Forever hanno inserito e spostato alcuni concetti e personaggi tra le due serie animate. Fin dal primo episodio di Squidbillies compare una creatura gialla senza nome che appare di colore viola nell'episodio Return to Balding Victory di Perfect Hair Forever. Il personaggio Rod: the Anime God di quest'ultima serie doveva apparire in uno degli episodi pilota scartati di Squidbillies; infatti è stato sviluppato nel 2004 prima della sua comparsa in Perfect Hair Forever un anno dopo.
Secondo il programma di produzione, per completare un episodio si impiegano dai cinque agli otto mesi. In un paio di giorni, talvolta raggiungendo una settimana, viene scritta la sceneggiatura di ogni episodio che viene poi ceduta ad un editore degli studi di Adult Swim per circa otto settimane dove creano l'audio e un'animazione approssimativa del progetto. La Radical Axis continua quindi ad animare l'episodio tra le sei e le otto settimane. Tuttavia, il cast registra un episodio ogni due settimane portando quindi il progetto a subire contemporaneamente varie fasi della produzione.

### Animazione
L'animazione della serie, descritta da Willis come in stile Beavis and Butt-Head, è basata su Adobe Flash e impiega una settimana di tempo per essere completata. Il software principale adottato per
l'animazione della serie è Macromedia Shockwave Flash, il che ha permesso nelle stagioni successivi di cambiare più facilmente il formato di risoluzione per rendere la trasmissione in alta definizione. Per completare un episodio medio si impiegano circa 700 ore lavorative.
Fino alla sesta stagione il compito di animare le varie sceneggiature e i personaggi è affidato alla Radical Axis, mentre dalla settima in poi alla Awesome Incorporated. Il motivo per cui i personaggi sono disegnati in modo così rozzo non è dovuto al budget, che è comunque consistente rispetto a quello del loro precedente lavoro Space Ghost Coast to Coast, ma è di progettazione; infatti secondo Jim Fortier, se la serie fosse stata disegnata diversamente, quindi più pulita e nitida, non sarebbe stata divertente.
I tempi di produzione dell'animazione e le varie modifiche apportate agli episodi possono arrivare fino a otto settimane. A differenza delle serie tradizionali, non si producono storyboard o animazioni particolari e il prodotto in pre-produzione non viene spedito all'estero per essere modificato ulteriormente; infatti la produzione avviene esclusivamente in Atlanta e si possiedono tra i cinque e i sette animatori. Secondo l'animatore Alex Barrella, dalla dodicesima stagione, le animazioni e i design degli episodi vengono generalmente completati in poche settimane fino ad un massimo di un mese, prima di essere rivisitati e salvati. Dopo essere animati, gli episodi vengono editati con Adobe After Effects per la composizione finale. A proposito delle successive stagioni, Barrella ha affermato di voler riprendere lo stile delle "prime tre stagioni di Aqua Teen Hunger Force", per aumentare il tono irriverente della serie.

### Sfondi
Gli sfondi e i colori della serie sono stati realizzati dall'artista Ben Prisk al Primal Screen di Atlanta. Secondo Mike Lazzo, che supervisiona le opere di Prisk, per gli sfondi ha voluto basarsi sull'arte popolare. Insieme a Fortier e Willis, Prisk ha lavorato circa un anno e mezzo per sviluppare lo stile di animazione degli sfondi, cercando di adattarli ai personaggi precedentemente progettati secondo la larghezza delle linee, i livelli e la complessità delle texture. Gli sfondi sono caratterizzati dalla mancanza di angoli retti e da prospettive confuse. Le opere di Prisk vengono realizzate in acrilico, rivisitate con il guazzo e la vernice spray e infine composte su Adobe Photoshop. Per ogni sfondi si impiegano circa 12-15 ore per elaborarlo e completarlo.

## Cast

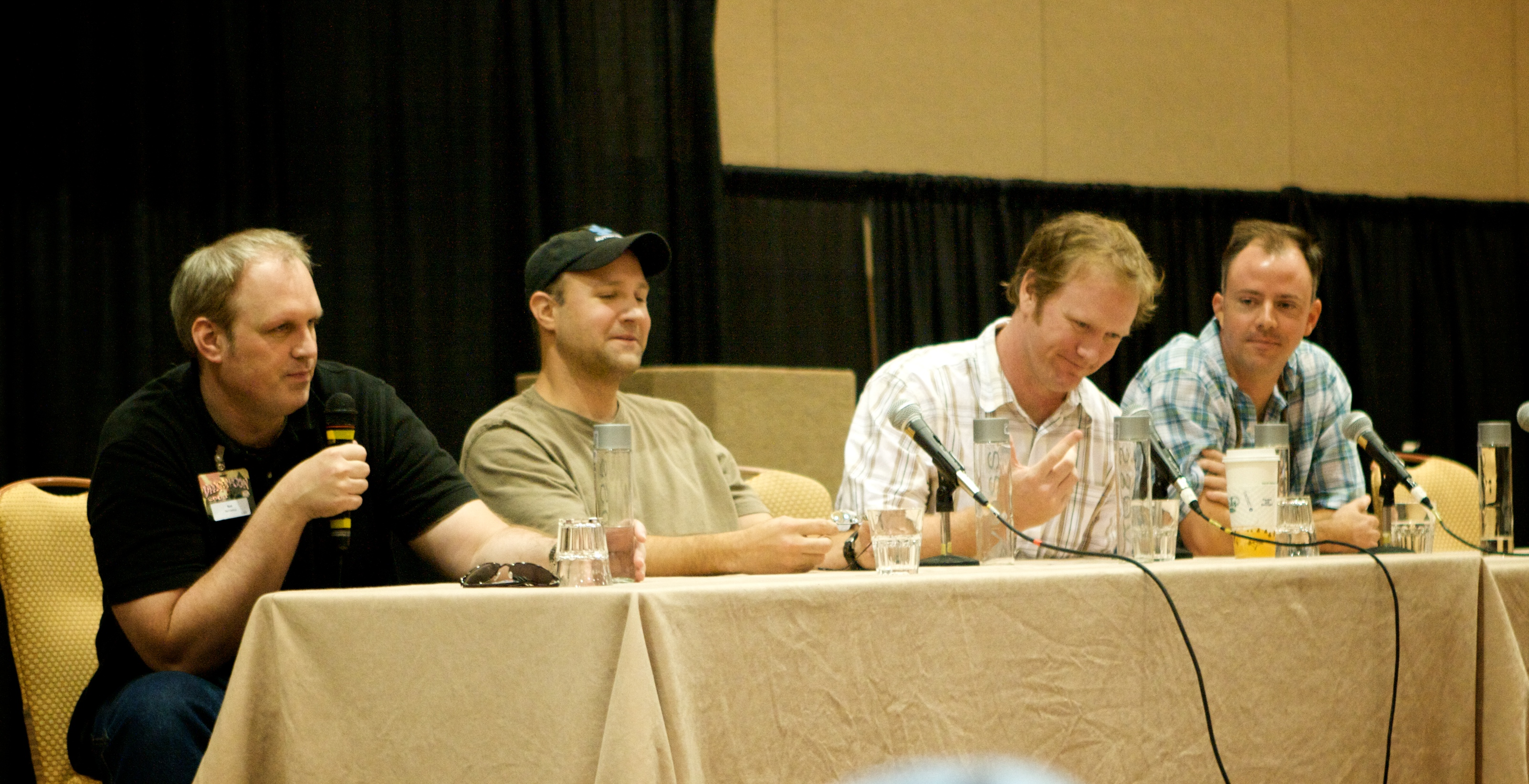
(Da sinistra a destra) Ned Hastings, Jim Fortier, Dave Willis e Daniel McDevitt al panel di Aqua Teen Hunger Force e Squidbillies del Dragon Con nel 2008

Secondo Dave Willis la scelta del cast non è stata molto complicata, molti doppiatori infatti, come nel caso di Daniel McDevitt, sono semplicemente degli amici di Willis o Fortier. I due hanno cercato delle persone che sapessero interpretare un autentico accento del sud, in modo tale che capissero bene quali fossero i modi di fare e le usanze delle persone che vivono in questa zona degli Stati Uniti. Durante le audizioni per il doppiaggio di Early Cuyler, Ben Prisk, al tempo fan di Unknown Hinson, ha portato il CD The Future Is Unknown negli uffici della Adult Swim per farlo ascoltare a Willis e Fortier. Dopo averlo ascoltato hanno ritenuto la sua voce la migliore e hanno scelto lui nel ruolo del calamaro. Le registrazioni di ogni singolo personaggio variano fino ad un massimo di due ore.
Talvolta i doppiatori forniscono la loro voce a distanza durante una chiamata telefonica.

### Licenziamento di Unknown Hinson
Il 16 agosto 2020 è stato annunciato che Unknown Hinson, il doppiatore di Early, è stato licenziato dalla serie per i suoi commenti razzisti e offensivi nei confronti del Black Lives Matter e della cantante country Dolly Parton. Hinson ha pubblicato una risposta su Facebook, sostenendo che essere stato licenziato da Squidbillies gli ha rovinato la vita. La risposta è stata successivamente cancellata.

## Distribuzione

### Trasmissione internazionale
- 1º aprile 2005 negli Stati Uniti d'America su Adult Swim;
- 1º settembre 2006 in Canada su Teletoon at Night;[64]
- 2006 nel Regno Unito su Bravo;[65]
- 9 luglio 2007 in Russia su 2x2;
- 2007 in Australia su Adult Swim;
- 2007 in America Latina su Adult Swim;
- 4 luglio 2008 in Spagna su Adult Swim;[66]
- 2010 nel Regno Unito su adultswim.co.uk.
- 2011 in Francia su Adult Swim;
- 2016 in Germania su TNT Comedy;
- in Svizzera su Adult Swim;

### Edizioni home video
Negli Stati Uniti, i DVD della serie sono stati rilasciati in 6 volumi; tuttavia, gli episodi contenuti in ciascuno di esso non corrispondono esattamente al numero di episodi trasmessi per ogni singola stagione. Il primo volume è composto da 20 episodi (le prime due stagioni della serie) e i filmati extra includono il video How I Make The Damn Show!, 5 episodi pilota parzialmente animati progettati per la serie, scene eliminate, Dietro le quinte, commenti audio per alcuni episodi e lo speciale Anime Talk Show. Il secondo volume è composto dai 20 episodi della terza stagione e include un video con i creatori della serie Squidbillies Circle Jerk 2: Return Of The Self Congratulation, il promo Dragonbillies con i protagonisti della serie trasformati in draghi, segmenti inediti incompleti e promozioni della serie, il panel di Squidbillies al Dragon Con del 2008 e commenti audio. Il terzo volume contiente i 10 episodi della quarta stagione con segmenti inediti e promo, un video con i cappelli di Early apparsi durante la serie intitolato This Ain't A Hat, It's A Ragtop For A Sex Convertible e il panel della serie al Dragon Con del 2009. Il quarto volume contiene i 10 episode della quinta stagione con il Dietro le quinte del doppio episodio America: Why I Love Her, sessioni di registrazione di Jesco White, il panel di Squidbillies al Dragon Con 2010 e il video Dougal County Ink-Off 2009 con Early che introduce e spiega i suoi tatuaggi. Il quinto volume ha al suo interno i 10 episodi della sesta stagione con i Dietro le quinte, promo e segmenti incompleti, mentre il sesto volume contiene i 15 episodi della settima e ottava stagione, senza inclusione di filmati extra.
| Volume | Episodi | Data di pubblicazione DVD | Data di pubblicazione DVD | Data di pubblicazione DVD |
| Volume | Episodi | Regione 1                 | Regione 2                 | Regione 4                 |
| ------ | ------- | ------------------------- | ------------------------- | ------------------------- |
| 1      | 20      | 16 ottobre 2007           | N/A                       | 28 febbraio 2008          |
| 2      | 20      | 21 aprile 2009            | N/A                       | 5 agosto 2009             |
| 3      | 10      | 6 luglio 2010             | N/A                       | 11 novembre 2010          |
| 4      | 10      | 21 giugno 2011            | N/A                       | N/A                       |
| 5      | 10      | 7 agosto 2012             | N/A                       | N/A                       |
| 6      | 15      | 17 marzo 2015             | N/A                       | N/A                       |

## Altri media

### Colonne sonore
Nel gennaio 2012, una colonna sonora di 35 tracce basata sulla serie è stata resa disponibile gratuitamente sul sito ufficiale di Adult Swim, col titolo The Squidbillies Present: Music for Americans Only Made by Americans in China for Americans Only God Bless America, U.S.A..
Un altro album intitolato Squidbillies Double Platinum Gold è stato pubblicato in vinile nel luglio 2019.